# Phelsuma vanheygeni
 Phelsuma vanheygeni  ist eine Art innerhalb der Gattung der Taggeckos (Phelsuma).

## Entdeckung
Phelsuma vanheygeni wurde erstmals bei einer Expedition im Jahr 2004 des Managers des Terraristikzubehör-Hersteller ExoTerra, Emmanuel van Heygen, in den Bambuswäldern auf der Ampasindava-Halbinsel im Nordwesten Madagaskars entdeckt. Nach ihm wurde auch das Artepitheton vanheygeni gewählt.
In einer späteren Expedition im Jahr 2006 kehrte man nochmals nach Madagaskar zurück, um mehr über die Lebensweise, Verbreitung und Ökologie dieser Taggecko-Art herauszufinden.

## Beschreibung
Phelsuma vanheygeni gilt mit einer Gesamtlänge von nur 75–80 mm und einer Kopf-Rumpf-Länge von 31 bis 35 mm als eine der kleinsten, bekannten Gecko-Arten. Der gesamte Körper, einschließlich Schwanz und Kopf, ist eher abgeflacht.
Die Färbung der Oberseite dieser Phelsume kann man als sattes Hellgrün („lebhaft grün“) beschreiben.
Einige kleine, fast unauffällige, rote Punkte sind ebenfalls an der Oberseite zu finden. Diese Punkte sind unregelmäßig verteilt und in der Regel bei männlichen Tieren etwas größer. Seine Schuppen sind glatt. Die weiße Unterseite grenzt sich durch einen schwach gelblichen Streifen von der Oberseite ab. Bei Stress nimmt die Art eine sehr dunkle Färbung an. Die Jungtiere dieser Art unterscheiden sich von den adulten vor allem durch ihre gelblich-braune Färbung.

## Verbreitung

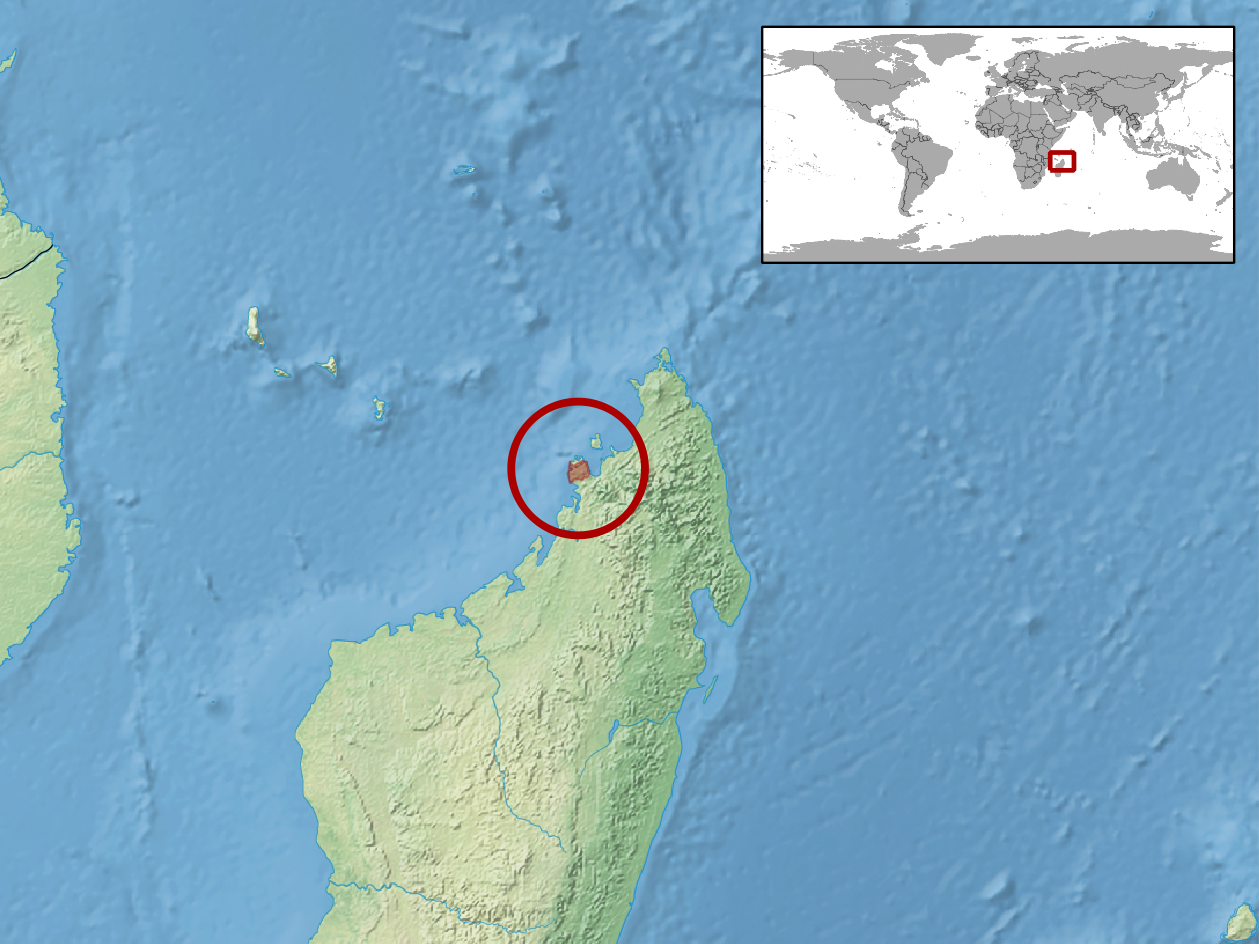
Verbreitungsgebiet nach IUCN

Phelsuma vanheygeni wurde bislang nur an drei Fundorten auf Madagaskar gesichtet, die ca. 20 km weit auseinander liegen.
Man kann deshalb darauf schließen, dass sich das Verbreitungsgebiet auf Madagaskar und insbesondere auf die Halbinsel Ampasinadava beschränkt. Die IUCN stuft die Art als „stark gefährdet“ (endangered) ein.

## Lebensraum
Die Fundorte dieser Taggecko-Art wiesen eine dichte Vegetation aus lichten, jungen Bambuswäldern auf.
Beobachtet wurde auch, dass Phelsuma vanheygeni bevorzugt die armdicken, noch jungen Bambustriebe bewohnt.
Da die jungen Bambustriebe, im Gegensatz zu den schon abgestorbenen, noch grün sind, ist eine nahezu perfekte Tarnung des Geckos an ihnen möglich. Das grüne Blattwerk der Bambustriebe trägt ebenfalls zur Tarnung bei.

## Verhalten
Phelsuma vanheygeni lebt in den dichten Bambuswäldern sehr scheu und versteckt und kann durch seine schnelle Reaktionszeit und seine geringe Größe bei Gefahr sehr schnell fliehen.

## Klima
Phelsuma vanheygeni bewohnt die tropischen Regenklimate (nach C. Troll und K.H. Paffen), die vor allem für ihr feuchtheißes Klima bekannt sind.

## Ernährung
Phelsuma vanheygeni ernährt sich, wie die meisten Phelsumen, omnivor von tierischer und pflanzlicher Nahrung in Form von Insekten, Nektar und reifen Früchten.

## Terraristik
Phelsuma vanheygeni wird im Vergleich zu anderen Taggecko-Arten relativ selten in Terrarien gehalten, erweist sich aber als ein unkomplizierter und vitaler Terrariumbewohner. Im Terrarium sollten Temperaturen von 30 bis 33 °C erreicht werden. Morgens und abends sollte möglichst eine Beregnung erfolgen. Außerdem sollten dem Gecko genügend Versteckmöglichkeiten gegeben werden.